# Shahrestān-e Pārsābād
Shahrestān-e Pārsābād (persiska: شهرستان پارس آباد, پارس آباد) är en delprovins (shahrestan) i Iran.   Den ligger i provinsen Ardabil, i den nordvästra delen av landet, 500 km nordväst om huvudstaden Teheran.
Delprovinsen hade 177 601 invånare 2016.